# سمكة إيليش
سمكة إيليش ((بالبنغالية: ইলিশ)‏ Ilish قالب:Lang-or Ilishii باللغةالسندية: پلو مڇي Pallu Machhi (بالتيلوغوية: పులస)‏ و تعرف عند الأهوازيين وجنوب العراق والكويت بـ «صبور» Pulasa أو Polasa)، تُكتب أيضًا Elish، هي نوع شائع من السمك يأكله الناس في شبه القارة الهندية. وباعتبارها سمكة استوائية، تعتبر هي أكثر أنواع السمك شيوعًا بين البنغاليين والأوريين، وهي أيضًا السمكة الشائعة في بنغلاديش، والأوسع انتشارًا في أجزاء من الهند، مثل: البنغال الغربية وأوريسا وترايبورا وأسام وغوجارات الجنوبية. ويمكن أن توجد سمكة الإيليش في الهند في المناطق التي تتحدث اللغة الأسامية والبنغالية والأورية واللغة التيلوغوية وفي إقليم السند في باكستان. وتُعرَف في غوجارات باسم مودن (Modenn) أو بالفا (Palva).
ويتم اصطياد أعداد كبيرة من هذا السمك كل عام في دلتا أنهار بادما-ميغنا-جمنا، والتي تجري مياهها حتى خليج البنغال. وتُعد سمكة الإيليش سمكة بحرية، ولكنها تضع بيضها في الأنهار الكبيرة. وبعد أن تولد، تسبح صغار الإيليش (التي تُعرف باسم جاتكا (Jatka) عائدة إلى البحر. ولكن يتم اصطيادها قبل أن تسبح إلى البحر. ويتم اصطيادها من البحر أيضًا. وعلى الرغم من ذلك، فإن الأسماك التي يتم اصطيادها من البحر لا تكون بنفس المذاق الحلو الذي تتمتع به تلك التي يتم اصطيادها من النهر. وتمتلئ السمكة بعظام صغيرة تتطلب أيادي متمرسة عند تناولها.
تشتهر بهروش التي تقع على ضفاف نهر نارمادا في غوجارات الجنوبية بتلك السمكة. ويكثر الطلب في مومباي على السمك الذي يأتي من بهروش، حتى أنه يتم تصديره إلى بلاد أجنبية كثيرة. ويشتهر السمك الموجود في المنطقة الساحلية في غوجارات باسم مودن إذا كانت أنثى، وبالفا إذا كان ذكرًا صغيرًا.
ونظرًا لكونها أنادروموس (سمكة تهاجر من أجل وضع البيض) بطبيعتها (وهي ظاهرة نادرة في المياه الاستوائية)، تعيش سمكة الإيليش في البحر أغلب عمرها، ولكنها تهاجر لمسافة 1200 كيلومتر عبر الأنهار نحو الداخل في شبه قارة الهند من أجل وضع البيض. وتتراوح المسافة المعتادة التي تقطعها في أنهار بنغلاديش من 50 إلى 100 كم.
في بنغلاديش، يتم اصطياد الإيليش بشكل أساسي في أنهار بادما (نهر الغانج السفلي) وميغنا (براهمابوترا السفلي) وغودافاري. ويُعتبر السمك الذي يتم اصطياده من نهر بادما هو الأفضل من حيث الطعم. أما في الهند، تشتهر أنهار روبنارايان، (الذي يحوي الإيليش الكولاغاتــي) والغانج وماهانادي،  وبحيرة تشيلكا ونارمادا وغودافاري بسلالاتها ذات المذاق الحلو. وتوجد سمكة الإيليش في مناطق دلتا في جنوب باكستان، وذلك في إقليم السند. ويُشار إليها هنا عادةً بسمك البالا (Palla). وعادةً ما كانت توجد بكميات وفيرة في منطقة ثاتا. ولكن الآن، فقد جفت الألسنة السفلية الممتدة من نهر السند نظرًا لأن المياه تُختَزَن ضد التيار، كما أن سمكة البالا لم تَعُد تتمكن من القيام برحلتها حتى تصل إلى النهر.

## كغذاء
يتصف الإيليش بأنه سمك دهني غني بالأحماض الدهنية الضرورية (أحماض أوميجا 3 الدهنية). وأظهرت التجارب الحديثة الآثار المفيدة للإيليش في خفض مستوى الكوليسترول عند الفئران ومستوى الإنسولين.
وفي البنغال، يتم طهي الإيليش مدخنًا، ومحمرًا، وعلى البخار، ومخبوزًا في خبز صغير من لسان الحمل، ويتم إعداده مع عجينة حبوب الخردل، وخثارة اللبن، والـبيجان (باذنجان)، وأنواع مختلفة من التوابل، مثل: الـجيرا، إلخ. ويُقال إنه يمكن طهي الإيليش بأكثر من خمسين طريقة. وتُعد الـبطارخ أكلة شائعة كطبق جانبي. ويمكن طهي الإيليش بكمية قليلة جدًا من الزيت نظرًا لأن السمكة نفسها دهنية جدًا.
في أمريكا الشمالية، (حيث لا يتوفر الإيليش بسهولة)، يُستخدم سمك الـشابل عادةً كبديل عن الإيليش، وخاصةً في المطبخ البنغالي. ويحدث ذلك غالبًا في الساحل الشرقي لأمريكا الشمالية، حيث يمكن اصطياد الشَّابل الطازج. ويُعد ذلك البديل معقولاً، وذلك يرجع إلى الطعم المتشابه والتطابق الذي يظهرإلى حدٍ ما بين كلا نوعي السمك.

## الإيليش في الثقافة
وفي كثير من العائلات البنغالية الهندوسية، يتم شراء سمكتين من الإيليش (سمك جودا) في مناسبات خاصة سعيدة، مثلما يحدث في مناسبات الـبوجا (Puja). حيث إن شراء سمكتين من الإيليش في يوم Saraswati Puja (إلهة المعرفة والجمال) يُعد شيئًا مبهجًا، ويكون ذلك في بداية فصل الربيع وأيضًا في يوم Lakshmi Puja (إلهة الغنى والرخاء) الذي يكون في فصل الخريف. ولكن تلك العادة منتشرة بشكل أساسي بين البنغاليين الهندوس الذين سكنوا البنغال الشرقية والذين يعيش الكثير منهم الآن في البنغال الغربية، وواد براك في أسام، وترايبورا في الهند بعد تقسيم الهند. ويقدِّم بعضهم سمك الإيليش كقربان إلى الإلهة لاكشمي (Lakshmi)، والتي يُعتقد أحيانًا أن طقوس البوجا بدونها ناقصة.
وفي أوريسا، هناك مقولة شهيرة تقول: "Machha khaaiba Ilishii,chakiri kariba polisi"، وتعني أن كلا من تناول الإيليش والحصول على وظيفة في قسم الشرطة يستويان في المكانة.
وهناك أيضًا العديد من النوادر التي تتحدث عن البنغاليين  (من بنغال الشرقية) والـقوطيين (من البنغال الغربية في الأساس) حيث تصف حب البنغاليين للإيليش وحب القوطيين لChing-ri (الجمبري).

## وصلات خارجية
- Tenualosa ilisha.BdFISH
- (بالfr+en) مرجع نظام المعلومات التصنيفية المتكامل (ITIS) : TSN {{{1}}}
- المؤلفان راينر فرويز ودانيال باولي (2005). "Tenualosa ilisha" في قاعدة الأسماك. نسخة November 2005.